# 高エネルギー電子・ガンマ線観測装置

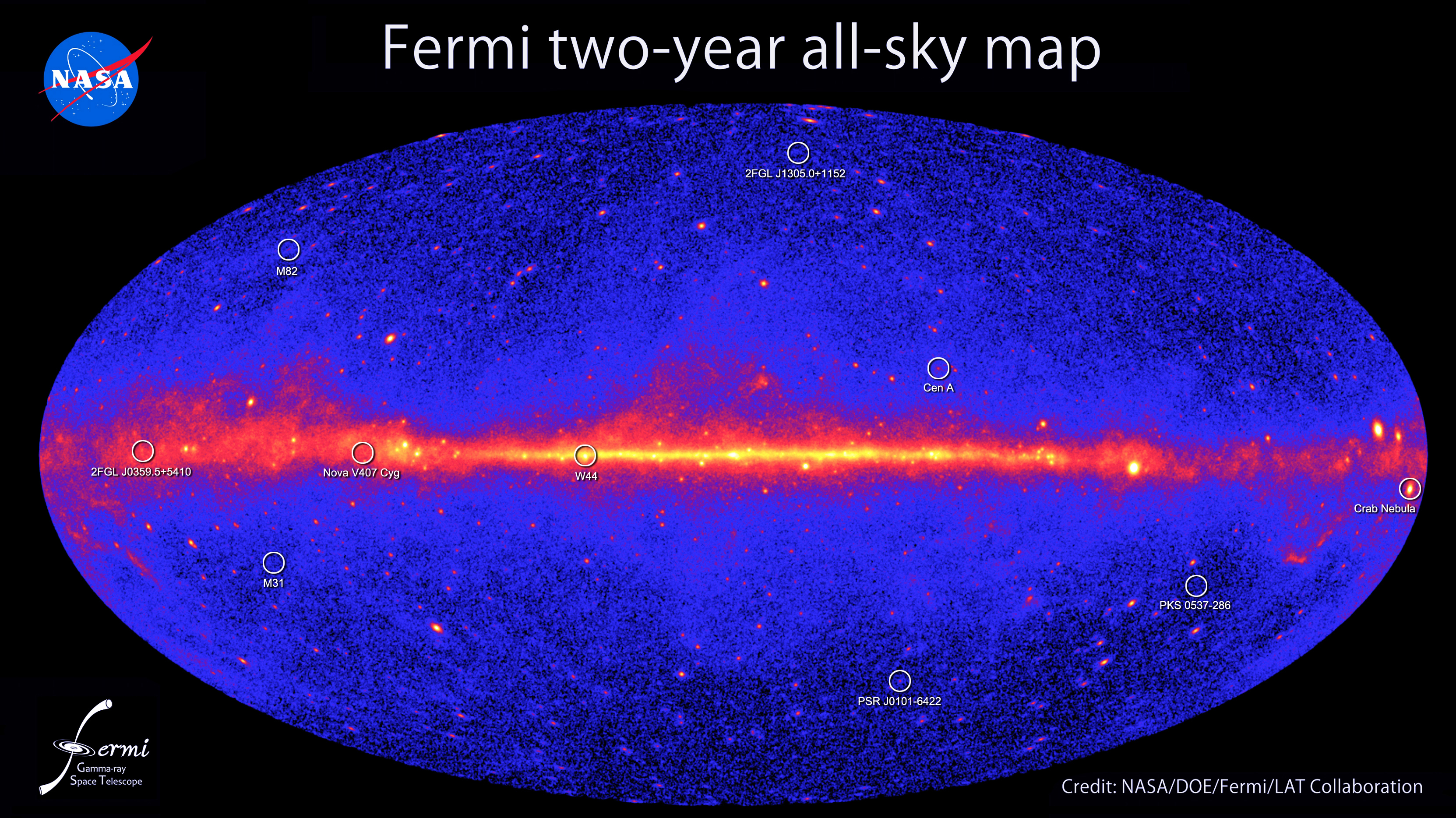
フェルミガンマ線宇宙望遠鏡による2年間にわたる観測結果に基づくガンマ線源カタログ。全天図に10億電子ボルト (1 GeV) を超えるエネルギーの線源をプロットしたもの。明るめの色のものがガンマ線源を示す。

高エネルギー電子・ガンマ線観測装置（こうエネルギーでんしガンマせんかんそくそうち、英: CALorimetric Electron Telescope、略称: CALET）とは、高エネルギーの電子・ガンマ線・陽子・原子核を高精度に観測するための宇宙望遠鏡である。これらの粒子の飛跡を追い、その向き、電荷、エネルギーを測定することによりダークマターや近傍の高エネルギー粒子線源の性質を明らかにすることが期待されている。
この計画は日本の宇宙航空研究開発機構 (JAXA) の資金提供と日本、イタリア、アメリカの研究者により進められた。 CALETはJAXAの宇宙ステーション補給機こうのとり5号機 (HTV-5) により2015年8月19日に打ち上げられ、国際宇宙ステーションのきぼう実験棟の船外実験プラットフォームに設置された。

## 概要

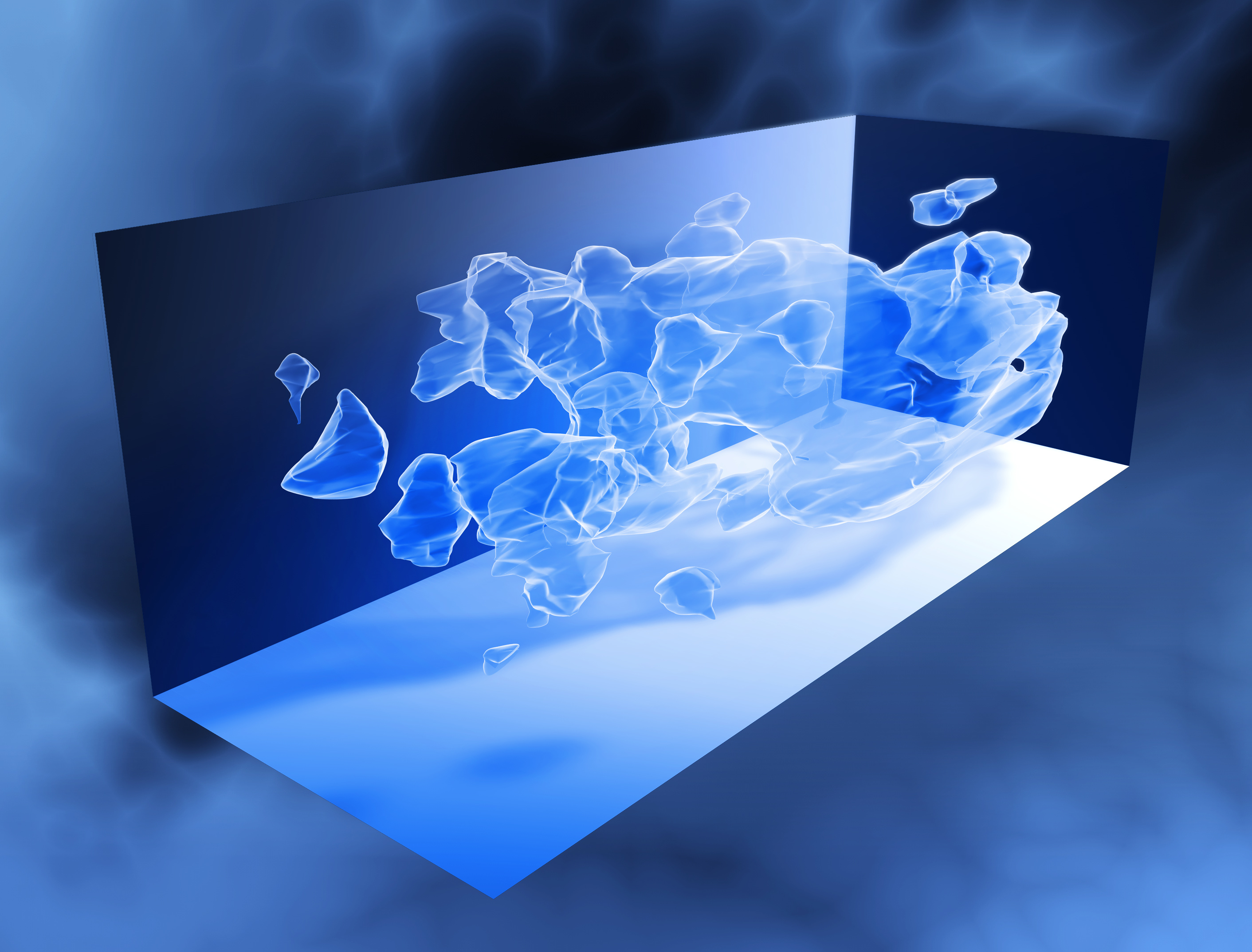
ダークマターの大規模分布を表わす三次元マップ。ハッブル宇宙望遠鏡による弱い重力レンズ効果の観測に基く。

高エネルギーのガンマ線や、電子や陽子や原子核による高エネルギーの粒子線を、高精度に観測することは、CALETが開発される以前の観測機器では困難であった。CALETはダークマターの証拠の探索、および高エネルギー宇宙線の直接測定による太陽系近傍の粒子線源の観測を目的とした天体物理学研究計画である。この計画は宇宙航空研究開発機構 (JAXA) の資金提供のもと、日本、イタリア、アメリカの研究チームにより進められた。宇宙線の加速メカニズムと天の川銀河内における伝播の様子を明らかにし、宇宙線源を特定しかつその元素構成を解明することを目的とする。さらには、ダークマターの性質の解明も目指す。宇宙には地球上の粒子加速器では到底到達不可能なほどの高エネルギー粒子線源が存在する。このような粒子線源の性質を理解することは、宇宙旅行の観点からも重要であるし、地球上における応用も有り得る。CALETの研究代表は早稲田大学の鳥居祥二、副代表はアメリカの John Wefel とイタリアの Pier S. Marrocchesi である。
光学望遠鏡とは異なり、CALETはスキャニングモードで運用される。望遠鏡の視野内で宇宙線イベントが発生すると、検出器が起動されてテラ電子ボルト（一兆電子ボルト）程度の高エネルギー領域で計測が行なわれる。  計測データはISSに記録され、ルイジアナ州立大学にある地上局に伝送されて解析される。また、CALETと同様にISSに搭載されているアルファ磁気分光器 (AMS) による陽電子および反陽子の観測データと組み合わせることにより、通常物質とダークマターが相互作用する希少イベントの証拠を得てダークマターを直接検出することも目指している。2年から5年ほどの観測期間を見込んでいる。
CALETのサブペイロードには地球表面を観測するCIRC (Compact Infrared Camera) が搭載されており、森林火災を検出する。

## 目的
研究計画の目的は、次の事柄を理解することである。
- 高エネルギー宇宙線およびガンマ線の起源とその加速機構
- 銀河系内における宇宙線の伝播機構
- ダークマターの正体

CALETの宇宙線観測器としての目的は、宇宙空間における高エネルギー現象とダークマターを2つの観点から説明することである。1つの観点は素粒子物理学（または 原子核物理学）的な粒子の生成・消滅の観点であり、もう1つは宇宙空間物理学的な粒子加速と伝播の観点である。